# Rubus haesitans
Rubus haesitans — вид рослин, описаний Мартенсеном і Вальсеманном. Rubus haesitans належить до роду Rubus, родини Rosaceae.